# Jüdische Gemeinde Verdun
Eine Jüdische Gemeinde in Verdun, einer französischen Stadt im Département Meuse in Lothringen, bestand schon im Mittelalter.

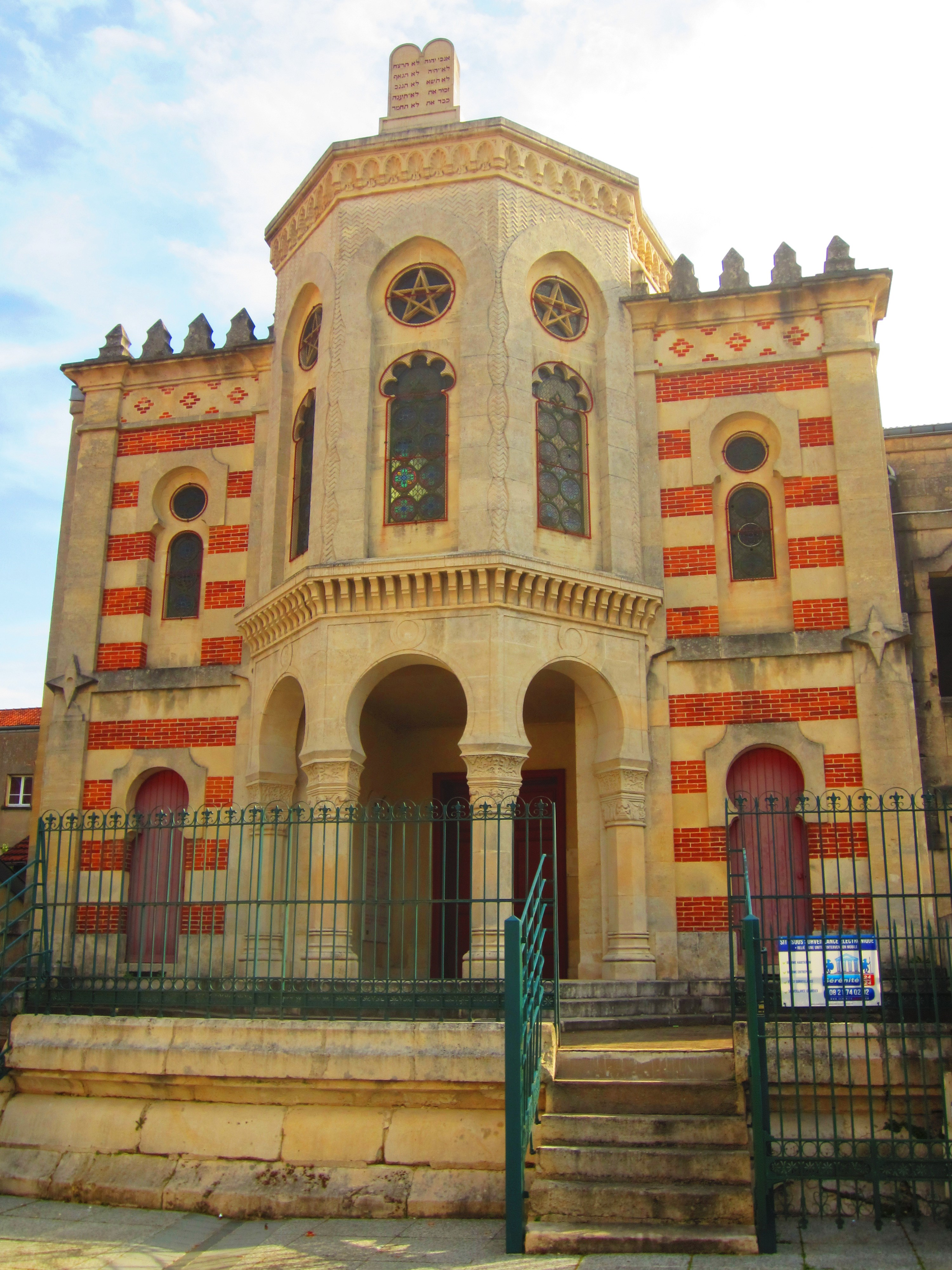
Synagoge in Verdun

Die jüdische Gemeinde in der wirtschaftlich bedeutenden Stadt Verdun entstand schon im Mittelalter. Verdun war Sitz des Rabbinats der Maas und hatte weithin bekannte Rabbiner.

## Zeit des Nationalsozialismus
52 jüdische Männer, Frauen und Kinder, die in Verdun geboren waren oder zur Zeit der Deportation dort lebten, wurden von den deutschen Besatzern während des Zweiten Weltkriegs im Herbst 1942 und im Herbst 1943 über das Sammellager Drancy in die Vernichtungslager deportiert. Fast niemand kam zurück.

## Synagoge
Die Synagoge befindet sich an der Rue des Frères-Boulhaut Nr. 13.

## Friedhof
Der jüdische Friedhof in Verdun befindet sich in der Avenue du Commandant Raynal.